# Johannes Nichelmann

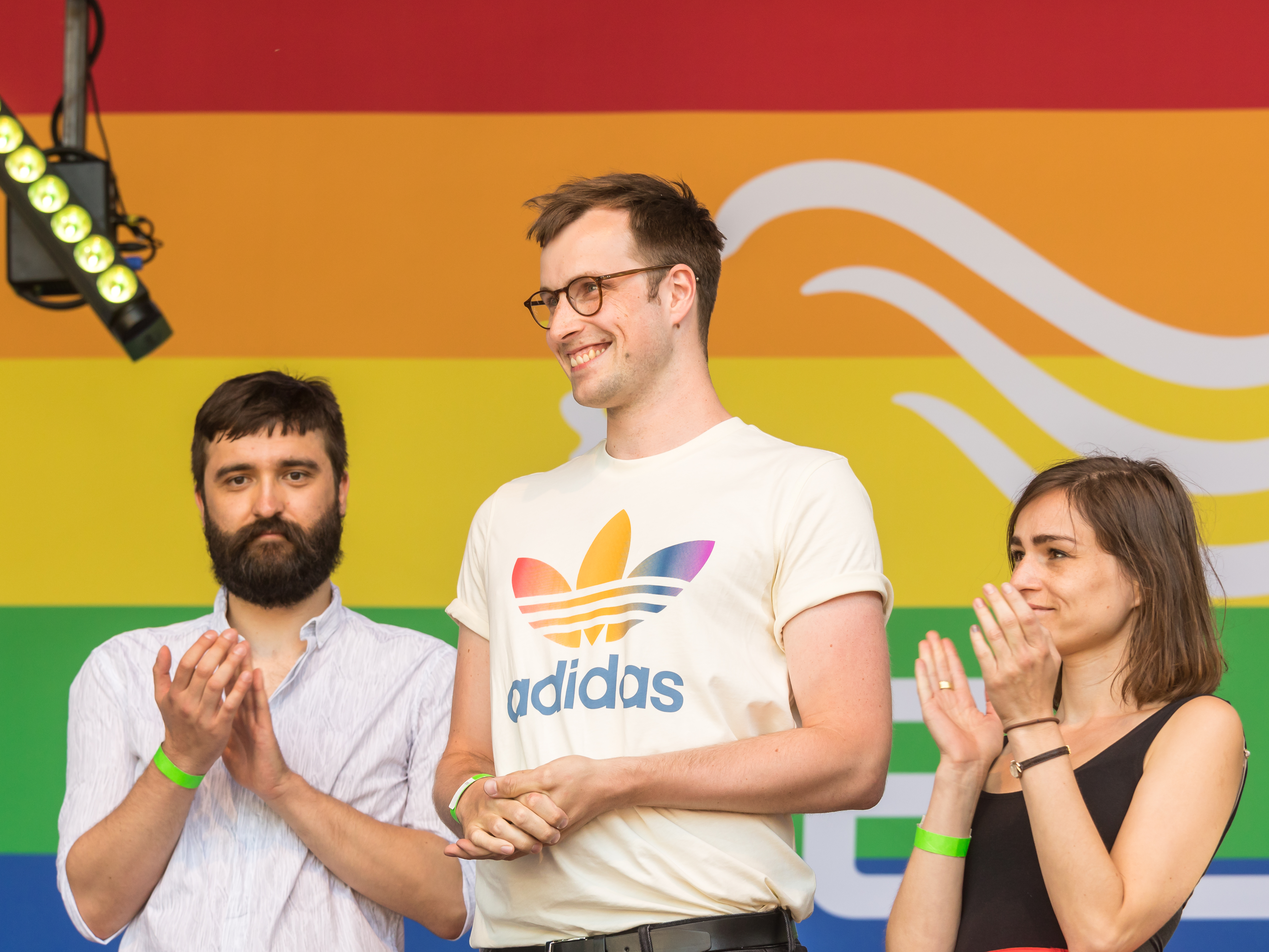
Johannes Nichelmann (Mitte) bei der Preisverleihung des Felix-Rexhausen-Preis 2018 in Köln

Johannes Nichelmann (* 1989 in Berlin) ist ein deutscher Journalist, Autor und Moderator.

## Leben
Nichelmann ist der Urenkel des Schriftstellers Walter Nichelmann. Er studierte Politikwissenschaft an der Freien Universität Berlin. Seit 2008 ist als freier Reporter, Autor und Moderator tätig, vorrangig für den öffentlich-rechtlichen Rundfunk. Zuerst arbeitete er für den RBB-Sender Fritz, seit einigen Jahren hauptsächlich für Deutschlandfunk und Deutschlandfunk Kultur (u. a. Moderator von Fazit, Lakonisch Elegant. Der Kulturpodcast und Zeitfragen). Außerdem ist er für die ARD, das ZDF, Arte und 3sat tätig.
2019 veröffentlichte Nichelmann das Sachbuch Nachwendekinder im Ullstein-Verlag. In diesem erzählt er teils autobiografisch sowie im Reportagestil von ostdeutschen Familiengeschichten.
Nichelmann lebt in Berlin.

## Radiofeatures und Podcast-Doku-Serien (Auswahl)
- Das Hacker-Syndrom (WDR, 2013)[3]
- Hightech im Garten Eden – Über das Leben zwischen Apfelbäumen und Waffenfabriken (RBB, 2013)[4]
- Nordkoreaner in Südkorea (RBB / Deutschlandradio Kultur, 2015)[5]
- Zweimal Vietnam – Eine geteilte Community (Deutschlandfunk, 2015)[6]
- No Land Called Home – Rückkehr in die Provinz (Deutschlandradio Kultur / WDR, 2016)[7]
- Der einsame Tod des Herrn D. (Deutschlandfunk, 2017)[8]
- Tod eines Stasi-Agenten (mit Lisbeth Jessen, WDR / Danmarks Radio 2017)[9][10]
- Lagerfeld (mit Florian Siebeck, NDR / RBB / BR 2018)[11]
- Rainers Schweigen – Nachwendekinder und die DDR (WDR/RBB 2019)[12]
- Finding Van Gogh – Auf der Suche nach dem legendären „Bildnis des Dr. Gachet“ (mit Jakob Schmidt, Städel 2019)[13]
- Blutiger Herbst – Eine bayerische Geistergeschichte (BR / Deutschlandfunk Kultur 2019)[14]

## Ehrungen und Auszeichnungen
- Kurt-Magnus-Preis der ARD für das „junge Lebenswerk“[15] (2013)
- „Top 30 unter 30 - Nachwuchsjournalisten des Jahres“, Auswahl des Medium Magazins[16] (2013)
- Robert-Geisendörfer Preis der Evangelischen Kirche für das WDR-Feature Das Hacker-Syndrom (2014)[17]
- Medienpreis der Deutschen AIDS-Stiftung für den Deutschlandfunk-Beitrag Drogenpolitik – Portugals liberaler Weg (2017)[18]
- Ensemble Journalistenpreis für mutige Recherche für das Deutschlandfunk-Feature Zweimal Vietnam[19] (2017)
- Deutscher Sozialpreis für das Deutschlandfunk-Feature Der einsame Tod des Herrn D. (2018)[20]
- Felix-Rexhausen-Preis für den Deutschlandfunk Kultur – Zeitfragen-Beitrag: Tabuthema Bisexualität: Vom Stigma, auf Frauen und Männer zu stehen (2018)[21]
- Publizistenpreis der deutschen Bibliotheken für die Deutschlandfunk-Sendung Obdach Stadtbibliothek[22] (2020)